# André Rousset (prélat)
Pour l’article homonyme, voir  André Rousset (physicien).
André Rousset, né le 13 juillet 1918 à Crest (Drôme) et mort le 26 décembre 1994 à Paris, est un prélat catholique français, évêque de Pontoise de 1966 à 1988.

## Biographie
André Rousset est ordonné prêtre le 25 mars 1944 pour le diocèse de Versailles. Il en est nommé vicaire général en 1961 puis, le 7 février 1963, Paul VI le nomme évêque auxiliaire de ce même diocèse, dont le territoire correspondait alors à celui du département de Seine-et-Oise. André Rousset est consacré évêque par Alexandre Renard, évêque de Versailles. 
Lorsque, le 9 octobre 1966, en parallèle du rédécoupage des départerments de l'Île-de-France, les diocèses de Paris et de Versailles sont divisés pour donner naissance aux diocèses franciliens, Rousset est nommé premier évêque du nouveau diocèse de Pontoise, diocèse qu'il lui faut structurer dans une période de forte croissance démographique. Souffrant de problèmes de santé, il sollicite la nomination d'un évêque coadjuteur, qu'il obtient le 6 octobre 1987 en la personne de Thierry Jordan. Il se retire le 19 novembre 1988 et s'éteint, à Paris le 26 décembre 1994. Il est le premier évêque inhumé dans le nouveau caveau des évêques construit derrière le chœur de la cathédrale de Pontoise.